# (39478) 1980 FR4
(39478) 1980 FR4 est un astéroïde de la ceinture principale d'astéroïdes découvert en 1980.

## Description
(39478) 1980 FR4 a été découvert le 16 mars 1980 à l'observatoire de La Silla, au Chili, par Claes-Ingvar Lagerkvist.

### Caractéristiques orbitales
L'orbite de cet astéroïde est caractérisée par un demi-grand axe de 2,37 ua, un périhélie de 2,18 ua, une excentricité de 0,08 et une inclinaison de 6,64° par rapport à l'écliptique. Du fait de ces caractéristiques, à savoir un demi-grand axe compris entre 2 et 3,2 ua et un périhélie supérieur à 1,666 ua, il est classé, selon la JPL Small-Body Database, comme objet de la ceinture principale d'astéroïdes.

### Caractéristiques physiques
(39478) 1980 FR4 a une magnitude absolue (H) de 15,7 et un albédo estimé à 0,124.